# Laurens Storm van 's Gravesande
Laurens Storm van 's Gravesande (Den Bosch, 12 oktober 1704 - Plantage Soesdyke Demerary, 14 augustus 1775) was een Nederlands bestuurder van Demerary en Essequibo (Guyana) in de periode 1737-1772.

## Functies
Van 1721 tot 1737 heeft Storm van 's Gravesande in het leger gediend voor de West-Indische Compagnie, hij legde te Middelburg de eed af in oktober 1737. Andere functies waren:
- Secretaris en boekhouder in Essequibo 1737-1742
- Commandeur (ad interim) van Essequibo (Guyana) 1742-1743
- Commandeur van Essequibo (Guyana) 1743-1752
- Directeur-Generaal van Essequibo en Demerary (Guyana) 1752-1772

## Storm van 's Gravesande in modern Guyana
Laurens Storm van 's Gravesande wordt tegenwoordig gezien als een patriot, een ware Guyanees. Zijn inspanningen om het gebied te ontwikkelen, de binnenlanden te verkennen en de buitengrenzen te beschermen worden geroemd in modern Guyana. Onmatig geweld tegen slaven en indianen door blanke inwoners werd onder zijn regime streng bestraft. In 1763 ondersteunde hij Wolfert Simon van Hoogenheim, de gouverneur van Berbice, met het sturen van hulptroepen om de slavenopstand van Berbice te onderdrukken. Tevens sloot hij een alliantie met de inheemse stammen om te voorkomen dat de opstand zou overslaan in zijn kolonies.

## Sidderalen en Leidse flessen
Hij speelde een (bescheiden) rol in de ontwikkeling van de leer van de elektriciteit, omdat hij in 1750 op bezoek in Leiden kennis gemaakt had met de schokkende effecten van de Leidse fles. Hij was bekend met de eveneens schokkende werking van de sidderaal in de wateren van de kolonie waar hij werkte. Hij bleef daarover in contact met Jean Nicolas Sébastien Allamand die in 1755 een verslag publiceerde in de verhandelingen van de nieuw opgericht Hollandsche Maatschappij der Wetenschappen, getiteld Kort verhaal van de uitwerkzelen, welke een Amerikaanse vis veroorzaakt op de geenen die hem aanraaken. 's Gravesande verklaarde dat "[de sidderaal] hetzelfde effect had als de elektriciteit die ik bij jou ervaren heb toen ik de fles in de hand hield die aan een elektrische buis verbonden was met een ijzerdraad." 's Gravesande werkte samen met Frans van der Lott die ook de effecten van de Leidse fles kende en die specimens van de sidderaal uit Guiana naar de ichtyoloog Laurens Theodorus Gronovius stuurde.